# 竹内洋岳
竹内 洋岳（たけうち ひろたか、1971年1月8日 - ）は、日本の登山家。世界で29人目で、日本人初の8000メートル峰全14座の登頂者。身長180cm、体重65kg。東京都出身。立正大学仏教学部卒業。株式会社ハニーコミュニケーションズ所属。立正大学客員教授。『文部科学大臣顕彰、スポーツ功労者顕彰』、第17回「植村直己冒険賞」、第15回「秩父宮記念山岳賞」を受賞。

## 経歴
祖父の手ほどきで、幼少より登山とスキーを始め、高校、大学の山岳部で国内の登山の経験を積み、20歳で初めての8000m峰登山を経験した。
1995年に日本山岳会隊に参加して、マカルー（8,463m）東稜下部より登頂し、初めて8000m峰を登頂する。翌1996年には、エベレスト（8,848m）とK2（8611m）に連続登頂し、その後8000m峰を専門に登山活動を展開する。
2001年以降は、ドイツ人登山家のラルフ・ドゥイモビッツや、オーストリア人女性登山家のゲルリンデ・カルテンブルンナー（Gerlinde Kaltenbrunner）を主なパートナーとし、各国の登山家と少人数の国際隊を組み、酸素やシェルパを使用しない軽量装備でスピーディに高峰への登頂を行う速攻登山で複数の8000m峰を登頂している。竹内は、このような登頂方法をHAM（High Altitude Marathon、超高所耐久登山）と呼称している。
2007年にパキスタンのガッシャーブルムII峰（8,035m）で雪崩に巻き込まれ、腰椎破裂骨折の重傷を負う。当初、救助は不可能と思われたが、各国登山隊のレスキューで奇跡的に生還した。帰国後に背骨にチタンシャフトを埋め込む手術を受け、もう登山への復帰は絶望的と言われながらも、リハビリにより、1年後には、事故のあったガッシャーブルムII峰へ再び挑み登頂を果たし、ブロード・ピーク（8,047m）への継続登山にも成功した。
その後も8000m峰全14座制覇を目指し登山を続け、2012年5月26日（日本時間）に最後の1座となっていたダウラギリへの登頂に成功し、全14座の登頂を成し遂げた。これは名塚秀二、山田昇らの9座を上回る日本人最多記録であり、2024年まで日本人唯一の8000m峰全14座登頂者であった。8000m峰11座への無酸素登頂も、日本人最多記録である。
2020年に宮崎県高千穂町の天岩戸神社の人跡未踏の御神体・天岩戸洞窟を史上初めて踏査し、神社からの依頼で洞窟に注連縄を張った。
2002年に結婚し、二児の父親である。熊本大学大学院先端科学研究部教授の竹内裕希子は実妹である。

## 登山論
登山については、14座登頂後明確に「登山はスポーツでなければいけないと思います」と断言している。竹内は登山がスポーツとありうるとして三つの要件をあげる。
登山の「無酸素」「単独登頂」といった単語の意味が独り歩きしている現状は、水泳や陸上競技のような「タイムを競う」といった明確な目的のもとに、ドーピング禁止といったルールが明文化されている他のスポーツの現状とはあまりにかけ離れている。
好事家の間でしばし議題となる「登山はスポーツか」という問いについては、「登山はスポーツでなくてはならないと思うんです」、「スポーツとは記録が伴うものだけれど、登山は、それがあいまいなところがある。『スポーツではないのだから』という考えが、逃げになってしまう」と続けている。
2012年のダウラギリ登頂の際にはSPOTサテライトメッセンジャーというGPSを使用しインターネット上にリアルタイムで位置情報を発信した。万人に見える形で登頂のプロセスを公開し透明性を高めている。

## 登山歴
- 1991年9-10月 - シシャパンマ（8,027m）北面7500m地点まで。立正大山岳部中国登山隊。
- 1995年5月22日 - マカルー（8,463m）登頂。東稜下部初登攀から登頂。日本山岳会マカルー登山隊1995（重広恒夫隊長）。
- 1996年
  - 5月17日 - 世界最高峰エベレスト（8,848m）登頂。ノースコルから。立正大学山岳部登山隊（山崎幸二隊長）
  - 8月14日 - K2（8,611m）登頂。南南東リブから。日本山岳会青年部登山隊（山本篤隊長）。12日に登頂した谷川太郎らと合わせて史上最多の1チーム12人の大量登頂。
- 1999年5月9日 - リャンカン・カンリ（7,535m）初登頂。日本リャンカン・カンリ登山隊（伊丹紹泰隊長）
- 2001年6月30日 - ナンガ・パルバット（8,125m）登頂。キンスフォッファールートから無酸素。国際公募隊。チームメンバーは、ラルフ・ドゥイモビッツを含む国際公募隊
- 2003年4-5月 - カンチェンジュンガ（8,586m）北面7500m地点まで。チームメンバーは、ラルフ・ドゥイモビッツ、ガリンダ・カールセンブラウナー、デービッド・ゴードゥラー、ミッチー・ワルサー、ベイカー・グスタファッソン。
- 2004年
  - 4-5月 - シシャパンマ（8,027m）南西壁6500m地点まで[注釈 2]。チームメンバーは、ラルフ・ドゥイモビッツ、ガリンダ・カールセンブラウナー、ロバート・ボッシュ
  - 5月28日 - アンナプルナ（8,091m）登頂。北面から無酸素アルパインスタイル。チームメンバーは、ラルフ・ドゥイモビッツ、ガリンダ・カールセンブラウナー[注釈 3]
  - 7月25日 - ガッシャーブルムI峰（8,080m）登頂。無酸素。チームメンバーは、ラルフ・ドゥイモビッツを含む国際公募隊
  - 7月 - ガッシャーブルムII峰（8,035m）悪天候のため登山を中止。チームメンバーは、ガリンダ・カールセンブラウナー
- 2005年
  - 5月7日 - シシャパンマ（8,027m）登頂。南西壁から無酸素アルパインスタイル。登頂後、北面へ初トラバース。チームメンバーは、ラルフ・ドゥイモビッツ、ガリンダ・カールセンブラウナー
  - 5月 - エベレスト（8,848m）北西壁スーパークーロワール断念後、中央ロンブク氷河側よりノースコル経由で7700m地点まで。7700m付近で意識を失い救出される。チームメンバーは、ラルフ・ドゥイモビッツ、ガリンダ・カールセンブラウナー
- 2006年
  - 5月14日 - カンチェンジュンガ（8,586m）登頂。南面クラシックルート無酸素。チームメンバーは、ラルフ・ドゥイモビッツ、ガリンダ・カールセンブラウナー、ベイカー・グスタファッソン、アンドリュー・ロック
  - 5月 - ローツェ（8516m） カンチェンジュンガ登頂後すぐにヘリでローツェBCに移動、ワンプッシュで登頂を狙うも頂上直下8450mで敗退。チームメンバーは、ラルフ・ドゥイモビッツ、ガリンダ・カールセンブラウナー
- 2007年
  - 5月19日 - マナスル（8,163m）登頂。北東面クラシックルート無酸素。チームメンバーは、ラルフ・ドゥイモビッツを含む国際公募隊
  - 6-7月 - ガッシャーブルムII峰登頂中に雪崩に巻き込まれ、同行者2名死亡。自身も腰椎破裂骨折などの重傷を負う。国際公募隊
- 2008年
  - 7月8日 - ガッシャーブルムII峰（8,035m）登頂。クラシックルート無酸素。チームメンバーは、ベイカー・グスタファッソン、平出和也
  - 7月31日 - ブロード・ピーク（8,047m）登頂。クラシックルート無酸素ワンプッシュ。チームメンバーは、ベイカー・グスタフッソン、平出和也
- 2009年5月20日 - ローツェ（8,516m）登頂。クラシックルート無酸素。パートナーはラルフ・ドゥイモビッツ、ガリンダ・カールセンブラウナー、デービッド・ゴードゥラー
- 2010年8-9月 - チョー・オユー（8,201m）ノーマルルート7700m地点まで。
- 2011年9月30日 - チョー・オユー（8,201m）登頂 ノーマルルート 無酸素。チームメンバーは、中島健郎
- 2012年5月26日 - ダウラギリ（8,167m）登頂 ノーマルルート 無酸素。チームメンバーは、中島健郎 ダウラギリの登頂によって、日本人初の8000m峰全14座の完全登頂を達成。
- 2014年10月3日 - マナスル（8,163m） 若山陽一のサポートとして登頂。
- 2014年10月29日 - マランフラン（6,570m）未踏峰に挑戦、5,900m地点まで。
- 2016年10月21日 - マランフラン（6,570m）未踏峰に再挑戦、6,100m地点まで。

## エピソード
- 2001年のナンガ・パルバット国際公募隊で常に先頭に立ってルート工作を行い、その力強さから『コマツ』のニックネームで呼ばれた。
- 2010年 自身初の一般公募による公募隊を結成して、8000m峰13座目となるチョー・オユー登頂を目指した。
- 2010年 8〜9月8000m峰13座目となるチョー・オユー（8,201m）へのアタックにおいて『7700m地点で雪崩の危険を感じながらも10歩進んでしまった事を、プロの登山家として後悔している』と、自身のトークショー等で公言している[要出典]。
- 2012年9月14日、14座完全登頂の祝賀会がフーターズ 銀座店で行われた。
- 2012年 7月8日14時より巨人×阪神（東京ドーム）の始球式を務めた。「丸いものが苦手」と公言している球技が大の苦手の竹内に白羽の矢が向けられたユニークな始球式となった[4]。
- 2012年10月13日にカシオ計算機は、アウトドアウオッチ“PROTREK（プロトレック）”の新製品として、機能性とデザイン性を追求した最上級ライン“MANASLU※（マナスル）”より、プロ登山家 竹内の8,000m峰14座登頂達成を記念したスペシャルモデル『14 Summiter Limited Model （14サミッター・リミテッド・モデル） PWX-8000T』を世界限定で300個発売。その後完売となった。
- 2012年 14座完全登頂という目標のまさに14座目となった、ダウラギリに登頂成功。なおこの登山の際、竹内はGPSを身に着けインターネットで公開した。日本人初ということで、多くの人がみていたようであった。かなりのアクセスがあったようで、NTT西日本の顧客向け雑誌クリップクリップでは「多くの方にみられていたようで、登頂のときはサーバが落ちたそうです」と語っている[要出典]。
- 2012年、第17回「植村直己冒険賞」を授与される。
- 2013年4月1日、母校、立正大学の客員教授に就任。
- 2013年8月27日、日本人として初の8000m峰14座完全登頂を達成したことが評価され、『文部科学大臣顕彰、スポーツ功労者顕彰』を授与される。
- 2013年11月29日、竹内のプロデュースによる映像プロジェクトRANACOSTA が始動。第一弾として「The Real Climbing」が公開された。[5]
- 2013年12月7日、『第15回秩父宮記念山岳賞』を授与される。授賞式には皇太子徳仁親王も出席した。
- 2016年5月8日、『'56 マナスル初登頂60周年記念フォーラム「ザ・マナスル・デー」』一橋大学一橋講堂で開催。このフェスティバルは竹内と当時の登山家をサポートした毎日新聞社が中心となって開催[6]。フォーラムには皇太子徳仁親王も出席した[7]。
- 2019年11月12日、21年間在籍した石井スポーツを退職し、所属を株式会社ハニーコミュニケーションズへ変更した事を発表。
- 2019年11月20日、アンカー・ジャパン株式会社（Anker Japan Co., Ltd.）のイベントに登壇。スポンサー契約締結を発表。[8]
- 2020年1月20日、GORE-TEX ブランドがアジア人を代表して竹内洋岳を選出・起用した「Tested For Life」キャンペーンのサイネージ動画広告を展開。首都圏のJR主要20駅26ヶ所（東京駅・新宿駅・渋谷駅・池袋駅・品川駅・秋葉原駅・恵比寿駅・上野駅・赤羽駅・巣鴨駅・高田馬場駅・吉祥寺駅・八王子駅・三鷹駅・国分寺駅・横浜駅・桜木町駅・浦和駅・大宮駅・船橋駅）、関西圏JR主要5駅11ヶ所（大阪駅・新大阪駅・三ノ宮駅・京都駅・天王寺駅）で、2020年1月20日～ 2020年1月26日の間、各駅に設置されたデジタルサイネージ上で動画広告が展開された。 また、「GORE-TEX ブランド×竹内洋岳連動企画」として、過去に竹内洋岳がスポーツ報知にて連載を行っていたブログを、GORE-TEX ブランドの「Tested For Life」キャンペーンにおける動画広告と連動する形で公開。[9]
- 2020年　宮崎県高千穂町の天岩戸神社の御神体・天岩戸洞窟を、アルピニストの天野和明とともに史上初めて踏査し、神社からの依頼で洞窟に注連縄を張った。

## メディア

### 書籍など
- 塩野米松『初代竹内洋岳に聞く』アートオフィスプリズム、2010年3月。ISBN 978-4904659014。
- 竹内洋岳『標高8000メートルを生き抜く 登山の哲学』NHK出版〈NHK出版新書 407〉、2013年5月8日。ISBN 978-4140884072。
- 塩野米松『登頂 竹内洋岳』筑摩書房、2013年6月10日。ISBN 978-4480818355。
- 塩野米松『初代竹内洋岳に聞く(ちくま文庫)』筑摩書房、2013年6月。ISBN 978-4480430816。
- 『世界の名峰 グレートサミッツ 8000m 全山登頂 〜登山家・竹内洋岳〜 DVD』（NHKエンタープライズ、2013年7月、ASIN B00CJ22XGG）
- 『世界の名峰 グレートサミッツ 8000m 全山登頂 〜登山家・竹内洋岳〜 Blu-ray』（NHKエンタープライズ、2013年7月、ASIN B00CJ1ZZBC）
- 竹内洋岳『頂きへ、そしてその先へ』東京書籍、2013年8月20日。ISBN 978-4-487-80753-6。
- 小林紀晴『だからこそ、自分にフェアでなければならない。 プロ登山家・竹内洋岳のルール』幻冬舎、2014年9月10日。ISBN 978-4344026278。
- 竹内洋岳・川口穣『下山の哲学―登るために下る』太郎次郎社エディタス、2020年10月30日。ISBN 978-4811808437。

### テレビ
- 2000年-2001年 日本テレビ「ウッチャンナンチャンのウリナリ!!」マッターホルン登頂部
- 2006年 - NHK(NHK総合)「土曜ドラマ 氷壁」
- 2008年 - NHK(NHK総合)「こんにちはいっと6けん」
- 2011年
  - 1月8日 - テレビ東京「生きるを伝える」
  - 2月23日 - NHK(BS-hi)「世界の名峰グレートサミッツ（人はなぜ頂を目指すのか）」
  - 5月23日 - NHK(BSプレミアム)「BSコンシェルジュ（エベレストに挑む グレートサミッツ撮影隊いよいよ山頂アタック）」
  - 5月29日 - NHK(BSプレミアム)「世界の名峰グレートサミッツ（世界最高峰 エベレストに挑む）」
- 2012年
  - 3月21日 - BS朝日「（8000m峰14座・完全登頂まで“あとひとつ”）竹内洋岳 サミットプッシュ」
  - 3月21日 - 日本テレビ「NEWS ZERO」
  - 3月25日 - NHK(NHK総合)「ニュースウオッチ9」
  - 6月1日 - テレビ朝日「情報満載ライブショー モーニングバード!」
  - 6月29日 - NHK(BSプレミアム)「BSコンシェルジュ」
  - 7月1日 - NHK(NHK総合)「おはよう日本」
  - 8月16日 - NHK(BSプレミアム)「世界の名峰グレートサミッツ（8000m全山登頂〜登山家竹内洋岳〜）」
  - 9月2日 - BS朝日「しあわせのコーヒー 〜至福の一杯を、あなたに〜」
  - 9月13日 - 日本テレビ「NEWS ZERO」
  - 12月9日 - NHK(NHK総合)「NHKスペシャル ヒマラヤ8000m峰 全山登頂に挑む」
- 2013年
  - 1月2日 - NHK(NHK総合)「さわやか自然百景」
  - 1月5日 - NHK(BSプレミアム)「堂本剛のココロ見」
  - 1月8日 - NHK(NHK総合)、NHK Eテレ「視点・論点」
  - 3月28日 - BS日テレ「加藤浩次の本気対談!コージ魂!!」
- 2014年
  - 6月28日 - NHK(Eテレ)「SWITCHインタビュー 達人達」
  - 11月23日 - 毎日放送「情熱大陸」
- 2015年
  - 8月27日 - TBS「クレイジージャーニー」
- 2018年 
  - 2月7日 - 日本テレビ「1億人の大質問!?笑ってコラえて!福は内SP」
- 2020年
  - 1月10日 -  TOKYO MX1 『TOKYO NATURE トライアウト』第1回
  - 1月17日 -  TOKYO MX1 『TOKYO NATURE トライアウト』第2回
  - 1月24日 -  TOKYO MX1 『TOKYO NATURE トライアウト』第3回
  - 1月31日 -  TOKYO MX1 『TOKYO NATURE トライアウト』第4回

### ラジオ
- 2012年
  - 8月17日 - J-WAVE「〜JK RADIO〜TOKYO UNITED」
  - 8月23日 - ニッポン放送「日本人ってすごいね！」
  - 8月25日 - NHKラジオ第1放送「シゲゴリのwktkラヂオ学園」
  - 9月16日 - bay FM「森田健作 青春スピリッツ!」
  - 9月17日 - ラジオ日本「おはよう!スプーン」
  - 10月7日 - エフエム東京「松任谷正隆 DEAR PARTNER」
  - 10月14日 - TBSラジオ「嶌信彦のエネルギッシュトーク」
- 2013年
  - 2月11日-14日 - エフエム東京 「未来授業」
  - 4月6日 - TBSラジオ「土曜朝イチエンタ。堀尾正明+PLUS!」
  - 5月11日、5月18日 - エフエム東京, AIR-G', Date Fm Sendai, FM AICHI, FM OSAKA 「フロンティアーズ〜明日への挑戦」
  - 6月20日、6月27日 - FM横浜「THE BREEZE」
  - 7月1日-3日 - JFN「THE VOICE」
  - 7月15日-19日 - ラジオNIKKEI第2「Groovin' × Groovin'」
  - 7月20日、7月27日 - FM横浜「THE BREEZE」
  - 10月8日 - 文化放送「吉田照美 飛べ！サルバドール」
- 2015年
  - 10月17日、10月24日 - FM横浜「THE BURN」
- 2016年
  - 1月26日 - Inter FM「KAI presents EARTH RADIO[10]」
  - 10月27日 - 文化放送「くにまる ジャパン 極」
  - 12月11日 - FM横浜「THE BURN」
- 2018年
  - 6月 - 岩手放送、山陽放送、北陸放送、秋田放送「荻原次晴のニッポン応援団VIVA JAPON.」

### 関連図書
- 『Sports Graphic Number (スポーツ・グラフィック ナンバー) 742号』, 2009年 12/10号文藝春秋 ナンバーノンフィクション 「死の稜線を越えて」, 文＝小堀隆司
- 『Sports Graphic Number (スポーツ・グラフィック ナンバー) 781号』, 2011年 7/7号文藝春秋 メンタルバイブル 「心を「研ぎ澄ます」, 文＝塩野米松
- 『Tarzan 594号』,2012年1月12日号 マガジンハウス 「Here Comes Tarzan!」, 取材・文＝鈴木一朗, 写真＝藤尾真琴
- 『山と溪谷』,2012年1月号 山と溪谷社 「高所登山 ヒマラヤ8000メートル峰の世界」, 写真・文＝中島ケンロウ
- 『NumberDo』,2012年Summer 文藝春秋 緊急インタビュー 竹内洋岳「14座制覇の瞬間、僕は思った」, 文＝小堀隆司, 写真＝中島ケンロウ
- 『スポーツ報知』,2012年5月30日「号外」
- 『週刊ヤングジャンプ』,2012年7月5日号 集英社 「日本人初！8000m峰14座全山登頂達成！」「全山登頂達成までの歩み」
- 『スポーツ報知』,2012年7月20日掲載 「なぜ竹内洋岳さんは偉業を達成できたのか」
- 『Tarzan 609号』,2012年8月23日号 マガジンハウス 「登山家・竹内洋岳を読み解く」, 取材・文＝鈴木一朗, 写真＝藤尾真琴
- 『週刊文春』,2012年8月30日号 文藝春秋 「阿川佐和子のこの人に会いたい」, 構成＝柴口育子
- 『週刊プレイボーイ』,2012年3rd. Sep. no36 集英社 「ホンモノの冒険で人生を変える！」, 取材・文＝世良光弘, 浅野恵子
- 『GONG格闘技』,2012年10月号 イースト・プレス 「アスリートに訊け！」, 取材・文＝松山郷, 村岡隆範
- 『メンズノンノ』,2012年10月号 集英社 「あの人に会いたい」
- 『サンデー毎日』,2012年9月23日号 毎日新聞社 「すみきちのぶっちゃけ堂」
- 『モノマガジン』,2012年10月16日号 ワールドフォトプレス 「竹内洋岳 インタビュー」
- 『VOLT』,2012年10月22日号 徳間書店 「中井美穂のアスリート対談」
- 『ゲーテ』,2012年12月号 幻冬舎 「命綱をはずせ！ 挑戦する男たち常識を覆し、新しい時代を切り拓いていく人物のインタビュー集」
- 『Number』,2012年12月6日号 文藝春秋
- 『日経ビジネスアソシエ』,2012年12月10日号 日経BP
- 『PEAKS』,No.40 「竹内洋岳のロングインタビュー」枻出版社
- 『日経新聞夕刊』,2013年4月8日から5日連続掲載 「こころの玉手箱」
- 『月刊致知』,2013年6月号 「特集 一灯照隅」致知版社
- 『月刊事業構想』,2013年6月号 「アスリートの闘い方」日本ビジネス出版
- 『日経新聞夕刊』,2013年5月31日掲載 「学びのひろば」
- 『朝日新聞夕刊』,2013年8月15日掲載 「華麗な人」
- 『BE-PAL』,2013年9月号 「クルマを変えて、ジンセイを変えよう」
- 『SKAY WARD』,2013年9月号 「AT HIS PEAK」
- 『週刊新潮』,2013年10月17日号 「掲示板」
- 『リクナビ進学キャリアガイダンス』,2013年12月No.49号
- 『AERAムック 住友商事 byAERA』,2013年12月01号
- 『日蓮宗新聞』,2014年1月1日掲載 「プロ登山家・竹内洋岳インタビュー」
- 『PEAKS』,2014年1月号 NO.50
- 『山と溪谷』,2013年1月号 「竹内洋岳という生き方」
- 『岳人』,2013年2月号「真摯に山と向き合う」塩沼亮潤×山野井泰史×竹内洋岳 鼎談
- 『GOODS PRESS』,2014年6月6日号
- 『京都新聞夕刊』,2014年6月19日掲載 「今、華の人」
- 『毎日新聞（大阪本社版）』,2015年7月14日掲載 「毎日KANSAI山フェスタ2015採録」
- 『読売新聞夕刊』,2015年7月17日掲載 「言葉のアルバム」
- 『NumberDo』,2015年7月30日 vol.22「わたしのホームマウンテン」〜竹内洋岳 剣岳〜 文藝春秋
- 『GOODS PRESS』,2015年12月6日号
- 『FishingCafe』,2016年4月8日 53号 木樂舎
- 『ベストカープラス』,2016年4月18日号
- 『山と溪谷』,2016年8月号
- 『PEAKS』,2016年8月号
- 『Rod And Reel』,2016年8月号
- 『Ocappa』,2016年9月号
- 『Forbes Japan WEB』,2017年2月
- 『フォーブス ジャパン』,2017年5月号　「スーツ特集」
- 『中日新聞（岐阜版）』,2019年11月3日掲載「登山家竹内さん 適応能力を語る」
- 『朝日新聞 夕刊』,2019年11月28日掲載 コラム「一語一会」
- 『朝日新聞デジタル』,2019年11月30日掲載 「８千メートル峰１４座　日本で唯一制した男を作った言葉」
- ネパール『カンティプール紙』,2019年11月30日掲載
- ネパール『ゴルカパトラ紙』,2019年11月30日掲載
- 『スポーツ報知（関東版）』,2019年12月18日掲載「ヒマラヤ8000メートル峰全14座登頂プロ登山家-新兵器手に未知の高みへ」
- 『週刊文春』,2020年1月30日号　「おいしい！私の取り寄せ便」
- 『毎日新聞』,2020年3月23日掲載「悼む」
- 『毎日新聞（デジタル）』,2020年5月9日掲載「チャージ」『必死の生還、格別の味　登山家・竹内洋岳　シェルパシチュー』
- 『毎日新聞（朝刊）』,2020年5月11日掲載「チャージ」『竹内洋岳のチャージ！　シェルパシチュー　８０００メートル峰１４座登頂、格別の味』
- 『毎日新聞（デジタル）』,2020年5月11日掲載「チャージ」『竹内洋岳　シェルパシチュー　８０００メートル峰１４座登頂、格別の味』
- 『朝日新聞 夕刊(全国)』,2020年5月11日掲載「エベレスト、静かな春　日本人、初登頂から５０年」
- 『朝日新聞デジタル』,2020年5月11日掲載「特別だったエベレスト　植村氏登頂から半世紀、今や渋滞」
- 『スポーツ報知（デジタル）』,2020年5月19日掲載 「プロ登山家・竹内洋岳さん「８０００ｍ峰１４座登頂の日」認定を機にデータを公開」
- ネパール『New Spotlight Nepal』,2020年5月25日掲載 「Japan To Celebrate May 26 As “Hirotaka Takeuchi 14 of 8000m Mountains Summit Day」
- 『日刊スポーツ（デジタル）』,2020年5月26日掲載 「竹内洋岳さんが8000ｍ峰全14座制覇／今日は？」
- 『Tarzan』,2020年6月25日号（No.789）「妄想エベレスト登頂者に本気（ガチ）インタビュー！」
- 『岳人』,2020年7月号 （No.877）「竹内洋岳さんに聞く エヴェレストと山岳書」
- 『YAMAP MAGAZINE』,2020年6月12日掲載「妄想でエベレスト登頂？！プロ登山家・竹内洋岳が挑んだ冒険の結末は？」